# Acalolepta pleuralis
Acalolepta pleuralis là một loài bọ cánh cứng trong họ Cerambycidae.